# Сейфуллаєв Ісмаїл Сейфуллайович
Ісмаїл Сейфуллайович Сейфуллаєв (5 червня 1914, село Янджу Бахчисарайського повіту Таврійської губернії, тепер Автономна Республіка Крим — 13 травня 2000, місто Одеса) — радянський державний діяч, голова Ради народних комісарів Кримської АРСР, секретар Кримського обласного комітету ВКП(б).

## Життєпис
Народився в бідній селянській родині. Трудову діяльність розпочав у семирічному віці пастухом. У 1931 році закінчив фабрично-заводську школу в Бахчисараї.
У 1931—1933 роках — на комсомольській роботі в Бахчисараї, Балаклаві, Карасубазарі. Член ВКП(б).
У 1935—1937 роках — у Червоній армії: редактор газети військової частини на Далекому Сході.
У 1937—1938 роках — редактор районної газети в Карасубазарі Кримської АРСР; головний редактор газети «Къызыл Къырым».
З 9 червня 1939 по 1940 рік — секретар Кримського обласного комітету ВКП(б).
До 1941 року навчався в Академії харчової промисловості, потім в Інституті народного господарства імені Плеханова.
У 1941—1942 роках — у Червоній армії, батальйонний комісар. Учасник німецько-радянської війни.
З 5 квітня 1942 по 18 травня 1944 року — голова Ради народних комісарів Кримської АРСР.
18 травня 1944 року був депортований з Кримської АРСР у Середню Азію, як і всі кримські татари. 
З 1944 року — на господарській роботі в Узбецькій РСР, Курській області РРФСР і Одеській області УРСР.
З 1975 року — на пенсії в місті Одесі.

## Звання
- батальйонний комісар

## Нагороди і звання
- медалі